# Нібодер
Нібодер (дан. Nyboder, дослівно Нові малі будинки) — історичний район будинків, збудованих у рядок, з колишніх військово-морських казарм у Копенгагені, Данія. Був запланований і вперше побудований Крістіаном IV для задоволення потреб у житлі для персоналу швидко зростаючого Королівського флоту Данії та їх сімей. Хоча ця територія досі зазвичай асоціюється з іменем її засновника як одного з його численних будівельних проектів навколо Копенгагена, сьогоднішній Нібодер насправді був, за винятком одного ряду будинків у Сент-Полсгаді, побудовані з 1757 року.
Сьогодні Нібодер асоціюється з їх жовтим кольором, а «нібодерський живтий» в данській мові часто використовується як термін для позначення їх відтінку жовтого. Однак початковий колір розробки був червоно-білим.
Нібодер є одним з перших прикладів масового будівництва соціального житла.

## Історія

### Нібодер Крістіана IV

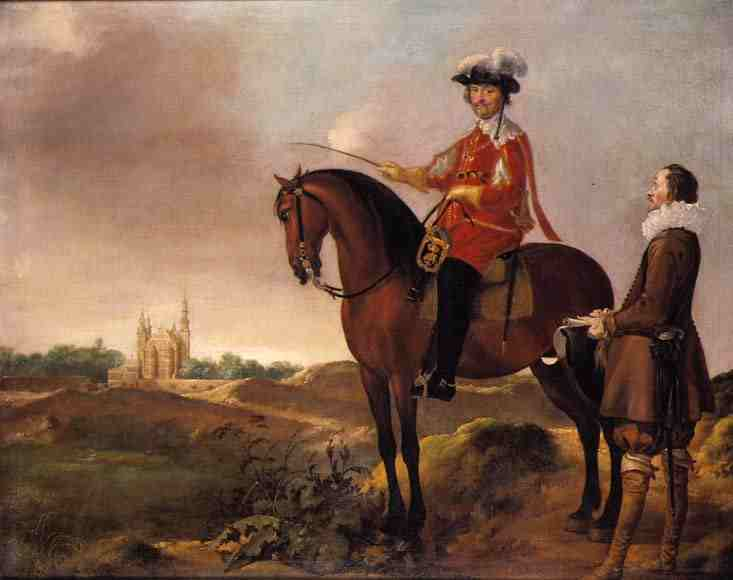
Король Крістіан IV та Ганс ван Стінвінкель Молодший намальовані разом 1638 р. із замком Розенборг на задньому плані, недалеко від Нібодеру

План Нібодера (північ праворуч)

За Крістіана IV Королівський флот Данії швидко зростав, і виникла нагальна потреба у житлі для його персоналу та його сімей. Бремергольм уже пропонував подібне житло для морських офіцерів, це були старі будинки, на противагу Нібодера (нові будинки), у яких мали розміщуватися звичайні моряки та рядові. Нову забудову планували на землі за межами Копенгагена, яку раніше придбав король з наміром розширити укріплене місто на північ.
Будівництво Нібодера було розпочато в 1631 році. Територія була розкинута навколо двох головних вулиць, що йшли від запланованої площі, яка так і не була створена. Ряди були орієнтовані перпендикулярно до цих вулиць. Архітекторами, які допомагали королю, були Ганс ван Стінвінкель Молодший, а згодом Леонард Блазіус. Нібодер Кристіана IV був завершений близько 1641 р.

### Поглинання містом

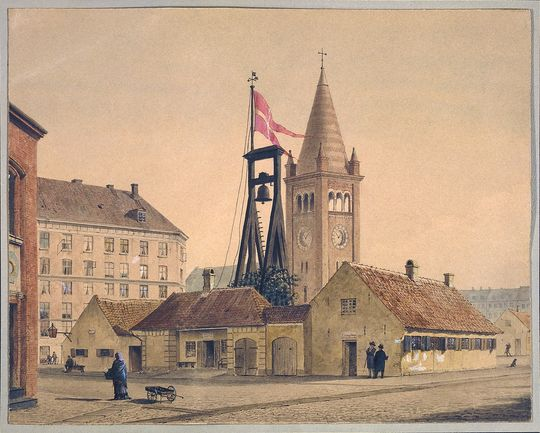
Картина 1880 року, на якій видно на задньому плані гауптвахту зі дзвоном та церквою Святого Павла. Сьогодні вид на церкву закритий будівлями

У 1647 році, за рік до смерті Крістіана IV, Найбодер був остаточно поглинутий укріпленим містом, коли перенесли Східні міські ворота, проте більша частина його околиць все ще чекала перебудови. На північ від Нібодера лежав шматочок нерозвиненої землі, відомий як Гренландія (данська: Grønland).
16 грудня 1658 р. вибухнув пороховий склад на північ від Нібодера, який пошкодив чи зруйнував багато будинків та спричинив численні жертви.

### Розширення Нібодеру
У 1695 р. комісія розглядає питання про переміщення частини військовослужбовців флоту на острів Мен, через брак місця у переповненому місті, якому досі не дозволяється розвиватися за межами своїх укріплень, але це не відбулося. Коли острів Фредеріксгольм створюється серією меліорацій, має намір використати його для нових військово-морських казарм, але знову ж таки плани не виконуються.
Врешті-решт було вирішено побудувати нові будинки в Нібодері, і розширення триватиме протягом наступних 40 років. У 1756 р. Було побудовано 24 двоповерхових будинки за проектом Філіпа де Ланге, і хоча пізніші прибудови будуть робити інші архітектори, це продовжувалося за його початковим проектом. У 1771 році деякі оригінальні ряди Крістіана IV були розширені додатковим поверхом. З 1781-96 інший було побудовано 150 будинків. За цей же період до цього району було прибудовано будинок охорони (1787 р.) та п'ять офіцерських будинків.
Між 1853 і 1878 рр. половина Нібодеру була розпродана і зруйнована.

## Згадки у культурі
- У « Або/Або» екзистенціалістський данський філософ Сорен К'єркегор запитує риторично: «Чому я не народився у Нібодері, чому я не помер немовлям?».[8]
- У «Щоденнику спокусника» К'єркегора головний герой описує жінок-мешканців цього району: «А тепер приходять вибрані війська — дівчата-нібодери, менш високі, добре округлі і повні, витончені, веселі, щасливі, швидкі, балакучі, трохи кокетливі, і, перш за все, гологолові». .[9]
- У казці Ганса Крістіана Андерсена «Мати бузини» старий розповідає хворому хлопчику історію, яка відкриває «Велике квітуче дерево, саме таке, стоїть у Нібодері. Воно росте в кутку бідного маленького двору; а під тим деревом одного дня вдень на яскравому сонці сиділи двоє старих людей. Це був старий моряк і його дуже стара дружина.»[10] В околицях Нібодера було багато дерев бузини, що породило певні забобони.
- У своїй п'єсі «Ден Стундеслосе» Людвіг Гольберг висміює тенденцію одружуватися молодим і мати багато дітей у Нібодері.
- Лауреат Нобелівської премії Понтоппидан у частково автобіографічний роман Lykke-Per, герой знімає кімнату від човняра на вулиці Hjertensfrydsgade в Нібодері.
- Данський джазовий музикант Папа Буе та його джаз-гурт «Вікінг» зробили треки під назвою «Похвала Нібодеру» (1959) та «Гордість Нібодера» .[11]
- У драматичному фільмі 2015 року «Дівчина з Данії» Лілі Ельба (Едді Редмейн) відвідує друга чоловіка за адресою: Suensonsgade 8 у Нібодері.[12]